# Isla Magdalena (Aysén)
Die Isla Magdalena ist eine unbewohnte Insel in Patagonien im Süden Chiles. Sie liegt im Pazifischen Ozean und ist mit einer Fläche von 2025 km² die siebtgrößte Insel des Landes. Andere Namen sind Isla de Cay, Isla Desierto und Isla de Motalat. Die Insel befindet sich in der Region Aysén, der Provinz Capitán Prat und der Kommune Cisnes und ist Teil des Chonos-Archipels.

## Geografie
Der Großteil der Insel liegt im Gebiet des Isla-Magdalena-Nationalparks. Magdalena liegt in einer Bucht des Inlands und wird durch den Moraleda-Kanal im Nordosten und den Puyihuapi-Kanal (Puyuguapi) im Süden und Osten vom Festland getrennt, sodass sie an drei Seiten vom Kontinent umgeben ist, von dem sie während der letzten Eiszeit getrennt wurde. An der dünnsten Stelle sind die Kanäle nur 740 Meter breit, an der dicksten 10 km. Im Norden trennen die Kanäle die Insel von ihren beiden größten Nebeninseln Isla Manuel und Isla Atilio. Die anderen großen vorgelagerten Inseln heißen Isla Jesús und Isla Enrique. Im Westen trennt ein großer, ca. 12 km breiter Kanal die Insel von der Isla Cuptana sowie den kleineren Inseln Tránsito, Francisco und Filomena.
Die Isla Magdalena ist annähernd rund in der Form und wird von sechs großen Fjorden eingeschnitten, die weit ins Inselinnere hineinreichen (Seno Magdalena, Seno Canalad, Estero Pangal, Seno Soto und Seno Carlos sind fünf). Beherrscht wird die Insel aber vom 1660 (nach anderen Quellen 1676 oder 1620) Meter hohen Stratovulkan Montalat (auch Mentolat) etwas südlich des Zentrums, der zuletzt 1710 ausbrach. Dessen Krater ist ganzjährig mit Schnee gefüllt. Auf der Insel befinden sich weiterhin viele kleinere Seen sowie zwei längere Flüsse. Die Küstenlinie beträgt 435,5 km.
Der nächstgelegene Ort ist Puerto Cisnes mit etwa 2500 Einwohnern auf der anderen Seite des Puyuguapi-Kanals, ca. 10 km von der Küste entfernt.